# K.K. Steincke
Karl Kristian Steincke, døbt Carl Christian Vilhelm (født 25. august 1880 i Viskinge ved Svebølle og Kalundborg, død 8. april 1963 på Frederiksberg) var en dansk socialdemokratisk politiker og justitsminister i Regeringerne Thorvald Stauning I og III og Regeringen Hans Hedtoft II, samt socialminister i Thorvald Staunings anden regering. Han sluttede sin politiske karriere af som formand for Landstinget.
Steincke var hovedarkitekten bag den store socialreform, der blev vedtaget i 1933 som en del af Kanslergadeforliget, og er i dag særlig kendt for sit store arbejde med den danske sociallovgivning.

## Karriere
K.K. Steincke var søn af overlærer C. Steincke og hustru, født Hansen, og voksede op i Nykøbing Sjælland. Han blev klassisksproglig student fra Sorø Akademi 1899, cand.jur. 1906, assistent under Frederiksberg Kommunes juridiske forvaltning 1907, fuldmægtig ved samme (forsørgelsesvæsenet) 1907 og ekspeditionssekretær 1908. Han blev inspektør 1911 og var kontorchef for kommunens fattigvæsen 1917-21 samt overretssagfører 1910-21. Han var også præsident for Invalideforsikringsretten 1921-24, formand for Invalideforsikringsrådet 1927-28, redaktør af Sogneraads-Tidende 1911-24, medlem af Frederiksberg Værgeråd 1909-14, bestyrelsesmedlem i Dansk Forening for Socialpolitik fra 1924, Foreningen af Forsørgelsesinspektører 1913-21 (æresmedlem 1921), Folkeuniversitetsforeningen 1919-22, medlem af Socialrådet fra 1921, næstformand i Frederiksberg Sparekasses repræsentantskab 1915-20 og bestyrelsesmedlem i Nationalforeningen til Tuberkulosens Bekæmpelse fra 1928,
Han var medlem af Landstinget fra 1918, som landstingsvalgt fra 1940 og formand for dette ting 1948-50 og 1951-52, medlem af Rigsretten 1918-24, 1926-29, 1939-50 og 1951-52 (viceformand 1948-50 og 1951-52) og af Socialdemokratiets hovedbestyrelse og forretningsudvalg 1913-19.
Steincke blev gift 1. gang 1907 med Marie Elisabeth f. Hansen, død 1949; 2. gang (13. oktober 1951) med Jytte, f. 3. februar 1909 på Frederiksberg, datter af bankfuldmægtig Alfred Egge (død 1918) og hustru Mis f. Lehrmann.

## Sterilisering og abort
Svangerskabskommissionen anbefalede i 1936 lovliggørelse af abort på fire indikationer: medicinsk (fare for kvindens liv), eugenisk (arvehygiejniske hensyn i forbindelse med alvorlig, arvelig sygdom), etisk indikation (graviditet efter voldtægt eller blodskam) og social indikation (for at afværge deroute og elendighed, idet livsvilkårene blev vurderet som vigtigere end eksistensen af liv).
I Steinckes lovforslag var der kun tre indikationer, idet den sidstnævnte, den sociale, var udeladt. I praksis blev det medicinske punkt udvidet med det samme, begrebet "alvorlig fare", hvilket skulle blive tolket netop som en social indikation. Det var ikke Steinckes hensigt, men nu blev også de forhold, barnet blev født ind i, af vigtighed. Både fra tilhængere og modstandere af den sociale indikation blev Steincke udsat for stadige, hårde angreb, og han gik selv i ualmindelig grad ind i striden.

## Skyderier
Steincke blev to gange udsat for skyderi, mens han stod på Folketingets talerstol. Det første blev begået under Steinckes fremlæggelse af den store socialreform den 10. december 1930. Den arbejdsløse anarkosyndikalist Charles Nielsen, medstifter af De arbejdsløses Organisation, rejste sig i tilhørerlogen og trak en 11 mm rytterpistol ladet med seks skarpe patroner. Han skød et skud op i tilhørerrummets loft, og blev herefter hurtigt overmandet af folketingsbetjentene. Kriminalassistent Andreas Hansen skrev en rapport af 11. februar 1931 om de organisationer der bl.a. var nævnt i dagspressen i forbindelses med demonstrationerne om de arbejdsløses vilkår, herunder D.A.O.
Efter arrestationen blev Charles Nielsen indlagt til retspsykiatrisk undersøgelse. Konklusionen fra 15. februar 1931 var, at han "ikke er aandssvag eller sindssyg, frembyder spec. ikke holdepunkter for antagelse af en forrykthedsform, men hans sjæleliv er paa noget ensidig-kortsynet maade monopoliseret af visse overpersonlige sociale ideer"[kilde mangler] (muligvis henviste psykiateren til at Charles Nielsen var anarkosyndikalist. Østre Landsret dømte ham til fængsel på sædvanlig fangekost i 40 dage for at have forstyrret Folketingets arbejde. Han døde i 1941 af tuberkulose.
Den 13. april 1938 blev der atter skudt i Folketinget mens Steincke stod på talerstolen. Nazisten Erik Westergaard Jensen skød på tilhørerrækkerne med en hundepistol. Dagen før havde han og Erling Hallas på et møde i Bovrup besluttet, at de ville tage til København for at starte en demonstration. Under Steinckes forelæggelse af ændringer i ægteskabsloven den 13. april kastede gruppen løbesedler ned fra tilhørerlogen. Erik Westergaard Jensen affyrede to skud med en hundepistol og råbte: "Steincke må gå. Vi kan ikke som et hæderligt og anstændigt folk have en kompromitteret justitsminister." Københavns Byret idømte Erik Westergaard Jensen 40 dages fængsel, mens Erik Hallas og tre andre fik 20 dages hæfte. 

## Anden verdenskrig
Steincke fik efter krigen kritik for sin holdning til jøder, der kom til Danmark på flugt fra Nazityskland. Steincke påpegede kort efter krystalnatten i november 1938, at han ikke ville "være så dum gennem masseindvandring af jøder hertil at medvirke til at skabe antisemitisme også her i landet". Fx lagde Steincke vægt på at forklare, hvor få flygtninge, der egentlig var kommet ind i landet, mens embedsmanden Troels Hoff fremhævede det store antal jøder.
Steincke var fra 1942 formand for "kommunistudvalget" som tilsynsførende med interneringslejrene. Hans virke med at varetage de interneredes interesser blev efter krigen stærkt kritiseret af Martin Nielsen. Steincke fik gennemført den "lille amnestilov", der gengav de fulde rettigheder til en række af landsforrædere med mindre domme, og han fik indført muligheden for genoptagelse af sager om stikkerlikvideringer, de pårørende stillede spørgsmål ved. 
Steincke var også præsident for Rigsforeningen til Bekæmpelse af de rheumatiske Sygdomme 1936-50 (æresmedlem 1951), medlem af "Børnelovsudvalget" og Sønderjydsk udvalg af 1919, af kommissionen ang. lægers retsstilling 1928, af Landstingets finansudvalg 1920-24, 1926-29, formand 1940-48; medl. af forfatningskommissionerne 1937, 1946 og 1951, af Udenrigspolitisk Nævn 1939-50, af udvalget om ændringer i den sociale lovgivning 1941, af biograflovsudvalget 1948 og af komiteen for Rask-Ørsted Fondet 1945-50 og 1951-53; næstformand i bestyrelsen for Dansk Filmsamfund 1943-47; formand for repræsentantskabet for ARTE 1946-50; formand for svangerskabskommissionen 1949-50; æresmedlem af Dansk Skuespiller Forbund 1954.

## Eftermæle
Steinckes navn forbindes særligt med den socialreform, der blev gennemført i 1933 i forbindelse med Kanslergadeforliget. Reformen lovgav systematisk om bl.a. arbejdsanvisning, arbejdsløshedsforsikring, offentlig forsorg, sygekassen, og arbejdsulykkeforsikring. Han forbindes også med eugenik, fx gennem sin bog fra 1920, Fremtidens forsørgelsesvæsen. Hans vittige aforismer eller "tegnestifter" eller "svovlstikker" citeres fortsat.
Han modtog Fortjenstmedaljen af guld. Han ligger begravet på Vestre kirkegård i København. 

## Ufuldstændig bibliografi
- Den økonomiske Historieopfattelse. En Artikelrække, 1909.
- Almisser eller Rettigheder : en populær Kritik af vort Forsørgelsesvæsen og Hjælpekassesystemet, 1912.
- Fremtidens forsørgelsesvæsen : Oversigt over og Kritik af den samlede Forsørgelseslovgivning samt Betænkning og motiverede Forslag til en systematisk Nyordning, 1920.